# Pouteria tenuisepala
Pouteria tenuisepala é um espécie de planta na família Sapotaceae. É encontrada no Brasil e na Guiana Francesa.